# Guarne
Guarne este un municipiu din departamentul Antioquia, Columbia.